# Svjetski streljački kup u Hrvatskoj
Svjetski streljački kup, (eng. ISSF World Cup), međunarodno je strelhačko natjecanje održavano u Osijeku i Zagrebu.

## Izdanja i pobjednici
Lokacije
| Izdanje | Statične mete            | Pokretne mete            | Leteće mete    |
| ------- | ------------------------ | ------------------------ | -------------- |
| 2021.   | Osijek, Pampas           | ×                        | Osijek, Pampas |
| 2003.   | Zagreb, Vrapčanski Potok | Zagreb, Vrapčanski Potok | ×              |
| 1991.   | Zagreb, ?                | Zagreb, ?                | ×              |
| 1989.   | Zagreb, ?                | ×                        | Osijek, Pampas |
| 1988.   | ×                        | ×                        | Osijek, Pampas |

Legenda:
i) u NRQ i NRF stupcima inicijali pripadaju pobjedniku
ii) u NRQ stupcu u zagradi prvo slijeva je prednost pred drugoplasiranim nakon kvalifikacija, a drugo je prednost najboljeg u kvalifikacijama nad kasnijim pobjednikom

### Statične mete

#### Pištolj
| Izdanje | Muškarci                        | Muškarci                  | Muškarci                  | Muškarci                    | Muškarci               | Muškarci        | Muškarci                 | Muškarci                 | Muškarci           | Žene                           | Žene                          | Žene               | Žene                        | Žene                    | Žene           |
| ------- | ------------------------------- | ------------------------- | ------------------------- | --------------------------- | ---------------------- | --------------- | ------------------------ | ------------------------ | ------------------ | ------------------------------ | ----------------------------- | ------------------ | --------------------------- | ----------------------- | -------------- |
| Izdanje | Zračni pištolj 10m              | Zračni pištolj 10m        | Zračni pištolj 10m        | 25m rapid fire              | 25m rapid fire         | 25m rapid fire  | 50m                      | 50m                      | 50m                | Zračni pištolj 10m             | Zračni pištolj 10m            | Zračni pištolj 10m | 25m                         | 25m                     | 25m            |
| Izdanje | Rezultat (MP) Pobjednik         | NRQ (M)                   | NRF                       | Rezultat (MP) Pobjednik     | NRQ (M)                | NRF             | Rezultat (MP) Pobjednik  | NRQ (M)                  | NRF                | Rezultat (MP) Pobjednica       | NRQ (M)                       | NRF                | Rezultat (MP) Pobjednica    | NRQ (M)                 | NRF            |
| 2003.   | 687,2 (+2,8) Yifu Wang          | 589 (+3) Y. W.            | 101,4 M. Nestruev, Z. Tan | 689,6 (+0,1) Ralf Schumann  | 592 (+1) R. S.         | 102,5 P. Zhang  | 668,3 (+2,2) Martin Tenk | 574 (+6) M. T.           | 98,4 Dan Xu        | 485,8 (+0,6) Luna Tao          | 387 (+1; +1) N. Akhmertdinova | 99,8 L. T.         | 687,4 (+4,5) Maria Grozdeva | 583 (+1) M. G., Li Wang | 104,4 M. G.    |
| 1991.   | 682,4 (+0,9) Istvan Agh         | 585 (+2; +2) S. Koprinkov | 99,4 I. A.                | 873 (+2) Anton Kuechler (2) | 590 (+4; +7) S. Kacsko | 97 J. Skupa     | 658 (+2) Spas Koprinkov  | 565 (+1; +3) J. Pietrzak | 96 M. Gault, S. K. | 488,7 (+4,8) Jasna Šekarić (3) | 390 (+8) J. Š.                | 101,9 D. Iorgova   | 686 (+6) Jasna Šekarić (2)  | 593 (+10) J. Š.         | 100 L. M. Freh |
| 1989.   | 677,2 (+0,3) Aleksandar Lukanov | 581 (+3; +4) E. Buljung   | 100,2 A. L.               | 880 (+1) Anton Kuechler     | 590 (+3) A. K.         | 98 H. Schneider | 662 (+6) Erich Buljung   | 570 (+4) E. B.           | 94 L. Szabo        | 492,4 (+7,3) Lieselotte Breker | 392 (+7) L. B.                | 100,4 L. B.        | 684 (+1) Jasna Šekarić      | 589 (+5) J. Š.          | 99 L. Breker   |

#### Puška
| Izdanje | Muškarci                    | Muškarci               | Muškarci         | Muškarci                        | Muškarci        | Muškarci           | Muškarci                   | Muškarci                                | Muškarci          | Žene                      | Žene                    | Žene               | Žene                          | Žene                               | Žene           |
| ------- | --------------------------- | ---------------------- | ---------------- | ------------------------------- | --------------- | ------------------ | -------------------------- | --------------------------------------- | ----------------- | ------------------------- | ----------------------- | ------------------ | ----------------------------- | ---------------------------------- | -------------- |
| Izdanje | Zračna puška 10m            | Zračna puška 10m       | Zračna puška 10m | 50m trostav                     | 50m trostav     | 50m trostav        | 50m ležeći                 | 50m ležeći                              | 50m ležeći        | Zračna puška 10m          | Zračna puška 10m        | Zračna puška 10m   | 50m trostav                   | 50m trostav                        | 50m trostav    |
| Izdanje | Rezultat (MP) Pobjednik     | NRQ (M)                | NRF              | Rezultat (MP) Pobjednik         | NRQ (M)         | NRF                | Rezultat (MP) Pobjednik    | NRQ (M)                                 | NRF               | Rezultat (MP) Pobjednica  | NRQ (M)                 | NRF                | Rezultat (MP) Pobjednica      | NRQ (M)                            | NRF            |
| 2003.   | 699,2 (+0,5) Peter Sidi     | 598 (+1; +2) M. Emmons | 103,2 P. S.      | 1278,3 (+12,3) Jozef Gonci      | 1175 (+7) J. G. | 103,3 J. G.        | 701,7 (+0,9) Tomas Jerabek | 598 (+1) T. J., B. D. Park, M. Yanagida | 103,8 A. Ananiev  | 504,9 (+4,5) Li Du        | 400 (+4) L. D.          | 104,9 L. D.        | 679,7 (+1,1) Jamie Beyerle    | 582 (+1; +3) O. Dovgun, B. Lechner | 107,7 J. B.    |
| 1991.   | 695,4 (+2,5) Petr Kurka (2) | 592 (+1) P. K.         | 103,4 P. K.      | 1274,5 (+10,5) Goran Maksimović | 1175 (+9) G. M. | 101,0 P. Kurka     | 692,1 (+0,3) Bo Arne Lilja | 591 (+1) B. A. L.                       | 102,8 M. Varga    | 494,2 (+0,4) Kirsten Obel | 394 (+1; +1) A. Valkova | 102,8 E. Gelencser | 664,8 (+11,7) Vesela Letcheva | 567 (+8) V. L.                     | 97,8 V. L.     |
| 1989.   | 691,2 (+0,9) Petr Kurka     | 592 (+3) P. K.         | 103,7 R. Debevec | 1258,9 (+1,8) Rajmond Debevec   | 1166 (+3) R. D. | 94,1 G. Maksimović | 695,2 (+0,7) Jens Harskov  | 593 (+1) J. H., B. Ruecker              | 102,8 M. Ashcroft | 498,6 (+5,1) Nonka Matova | 397 (+2) N. M.          | 102,4 Y. Minamoto  | 674,4 (+1,4) Kristin Peterson | 580 (+3) K. P.                     | 99,0 N. Matova |

#### Statistika (statične mete)
* broj u zagradi označava broj različitih disciplina u kojima je strijelac osvojio medalje
|   | Strijelac *       | P/R | Pobjede |
| - | ----------------- | --- | ------- |
| M | Anton Kuechler    | P   | 2       |
| M | Petr Kurka        | R   | 2       |
| Ž | Jasna Šekarić (2) | P   | 3       |

### Pokretne mete
| Izdanje | Muškarci                    | Muškarci                 | Muškarci    |
| ------- | --------------------------- | ------------------------ | ----------- |
| Izdanje | 10m running target          |                          |             |
| Izdanje | Rezultat (MP) Pobjednik     | NRQ (M)                  | NRF         |
| 2003.   | 687,5 (+5,7) Manfred Kurzer | 585 (+1) M. K.           | 102,5 M. K. |
| 1991.   | 672 (+0) Peter Meserth      | 579 (+3; +3) M. Jakosits | 96 P. M.    |

### Leteće mete
| Izdanje | Muškarci                | Muškarci       | Muškarci          | Muškarci                      | Muškarci       | Muškarci                        |
| ------- | ----------------------- | -------------- | ----------------- | ----------------------------- | -------------- | ------------------------------- |
| Izdanje | Skeet                   | Skeet          | Skeet             | Trap                          | Trap           | Trap                            |
| Izdanje | Rezultat (MP) Pobjednik | NRQ (M)        | NRF               | Rezultat (MP) Pobjednik       | NRQ (M)        | NRF                             |
| 1989.   | 220 (+3) Matthew Dryke  | 195 (+2) M. D. | 25 M. D.          | 215 (+3) Shawn Brack          | 190 (+1) S. B. | 25 S. B.                        |
| 1988.   | 220 (+1) Ennio Falco    | 196 (+1) E. F. | 25 T. Imnaishvili | 216 (+3) Oleksandr Lavrinenko | 192 (+2) O. L. | 24 D. Carlisle, G. Gerin, O. L. |